# Bismutato de sódio
Bismutato de sódio é um composto inorgânico de fórmula química NaBiO3.  É um sólido amarelado que é oxidante forte.